# Sally Can’t Dance
Sally Can’t Dance – czwarty album Lou Reeda wydany w sierpniu 1974. Nagrań dokonano między 18 marca a 26 kwietnia 1974 w nowojorskim Electric Lady Studios.

## Lista utworów
| 1. | "Ride Sally Ride" (L. Reed)   | 4:06  |
|    |                               |       |
| 2. | "Animal Language" (L. Reed)   | 3:05  |
|    |                               |       |
| 3. | "Baby Face" (L. Reed)         | 5:06  |
|    |                               |       |
| 4. | "N.Y. Stars" (L. Reed)        | 4:02  |
|    |                               |       |
| 5. | "Kill Your Sons" (L. Reed)    | 3:40  |
|    |                               |       |
| 6. | "Ennui" (L. Reed)             | 3:43  |
|    |                               |       |
| 7. | "Sally Can’t Dance" (L. Reed) | 4:12  |
|    |                               |       |
| 8. | "Billy" (L. Reed)             | 5:10  |
|    |                               |       |
|    |                               | 33:04 |
|    |                               |       |
reedycja CD
nagrania bonusowe:
| 1. | "Good Taste" (L. Reed)                         | 3:30  |
|    |                                                |       |
| 2. | "Sally Can’t Dance" (Single Version) (L. Reed) | 2:56  |
|    |                                                |       |
|    |                                                | 06:26 |
|    |                                                |       |

## Skład
- Lou Reed – śpiew, gitara
- Danny Weis – gitara, tamburyn, dalszy śpiew, aranżacja rogów
- Paul Fleisher – saksofon w "Billy"
- David Taylor, Lou Marini, Trevor Koehler, Jon Faddis, Alan Rubin, Alex Foster – rogi
- Steve Katz – harmonija ustna, aranżacja rogów
- Michael Fonfara – instr. klawiszowe, dalszy śpiew, aranżacja rogów
- Prakash John – gitara basowa, dalszy śpiew
- Doug Yule – gitara basowa w "Billy"
- Ritchie Dharma – perkusja w "Kill Your Sons" i "Ennui"
- Pentti "Whitey" Glan – perkusja
- Doug Bartenfeld – gitara
- Michael Wendroff – dalszy śpiew
- Joanne Vent – dalszy śpiew